# Кути (Стрийський район)
Кути́ — село в Україні, у Стрийському районі Львівської області, підпорядковане Стрийській міській громаді. Населення становить 185 осіб. Орган місцевого самоврядування — Стрийська міська громада.

## Політика

### Парламентські вибори, 2019
На позачергових парламентських виборах 2019 року у селі функціонувала окрема виборча дільниця № 461471, розташована у приміщенні будинку культури.
Результати
- зареєстровано 283 виборці, явка 63,96%, найбільше голосів віддано за всеукраїнське об'єднання «Батьківщина» — 28,18%, за «Слугу народу» — 25,97%, за Європейську Солідарність і партію «Голос» — 12,71%.[1] В одномандатному окрузі найбільше голосів отримав Андрій Кіт (самовисування) — 35,36%, за Олега Канівця (Громадянська позиція) — 18,78%, за Євгенія Гірника (самовисування) — 12,71%[2].

## Відомі мешканці

### Народились
- Густав Бізанц — архітектор, педагог, ректор Львівської політехніки.